# Al Boutnan
Al Boutnan (en arabe : البطنان) est une des 22 chabiyat de Libye. 
Sa capitale est Tobrouk.